# Eingana
Eingana – w mitologii plemienia Djauan, wężowa bogini-matka, utożsamiana z ziemią, jest twórczynią i matką wszelkiej wody, zwierząt, ludzi, a jednocześnie wężem-boginią śmierci. Żyje w Czasie snu. Na początku pozbawiona była pochwy, dlatego nie mogła urodzić nowego życia, które w niej rosło. Widząc męki Eingany, bóg Barraiya włócznią zrobił otwór blisko jej odbytu, by poród mógł się rozpocząć. Odtąd wszystko może się rodzić.
Eingana trzyma ścięgna życia, połączone z każdą żywą istotą; jeśli je puści, stworzenie na drugim końcu umiera. Aborygeni mówią, że gdyby zmarła sama Eingana, wszystko przestałoby istnieć.